# Kurta

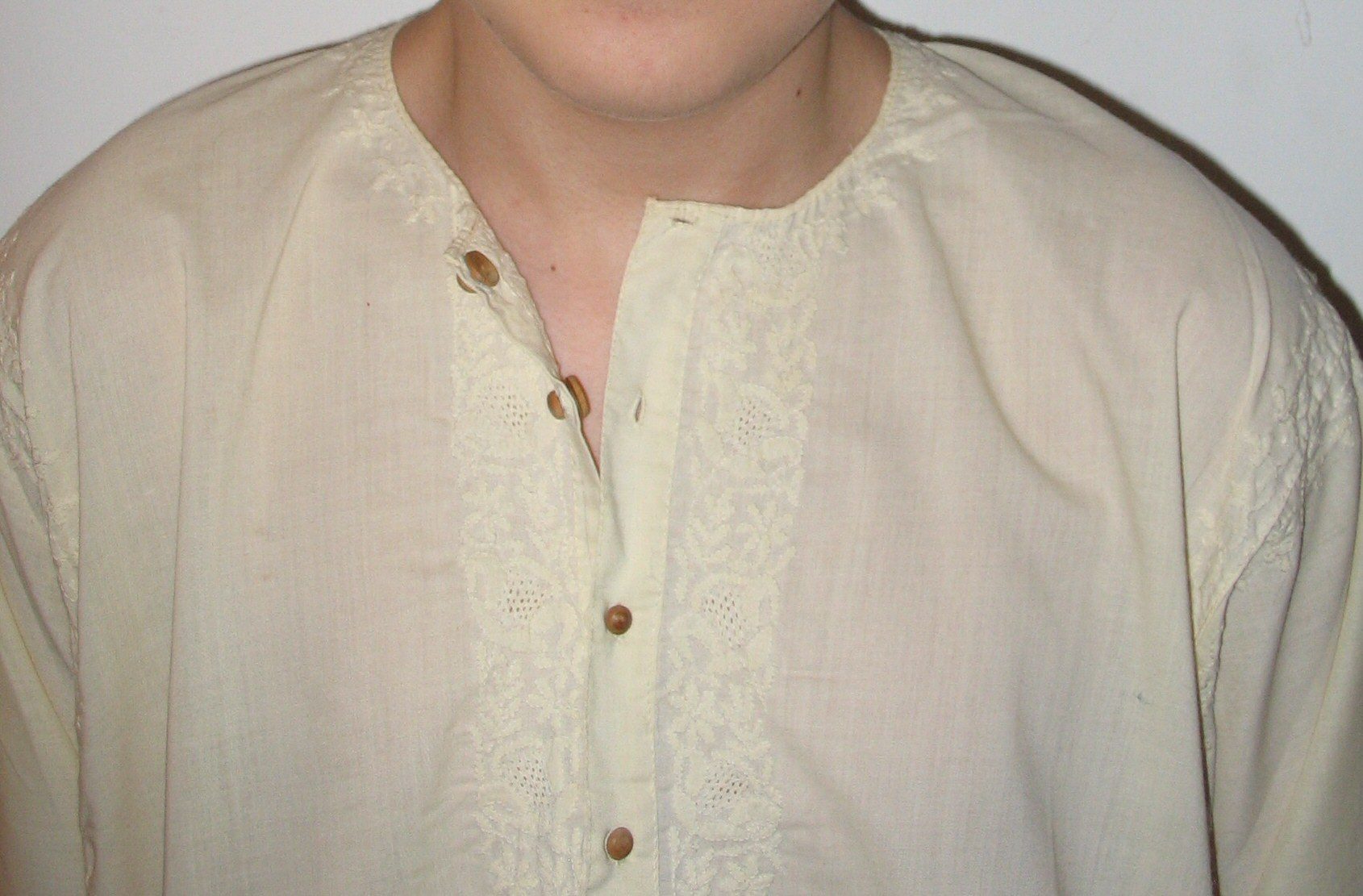
Kurta di catone a patta abbottonata centrale, bottoni in legno di sandalo, ricamo Chikan

Il kurta (Bengali:কুর্তা (পাঞ্জাবী), Persiana/Urdu: کرتا, Hindi: कुरता) (anche kurti per la versione femminile più corta) è un capo di abbigliamento tradizionale indossato in Afghanistan, Bangladesh, India, Pakistan, e Sri Lanka. Si tratta di una ampia camicia lunga fino alle ginocchia ed è indossata sia dagli uomini che dalle donne. Viene tradizionalmente indossato con pantaloni tradizionali come i churidar, ma attualmente vengono abbinati anche con i jeans. Il kurta viene indossato sia come abbigliamento casual che come capo elegante. Si fa riferimento al kurta anche con il nome panjabi nel Bengala, nel Regno Unito ed in Canada.
Le donne indossano il kurta come una blusa, di solito al di sopra dei jeans. Queste versioni del kurta sono tipicamente molto più corte di quelle tradizionali, e realizzate in materiali più leggeri, come quelli utilizzate per i salwar kamiz. Kurta d'importazione furono un indumento di moda negli anni sessanta e settanta, come elemento della cultura hippy, scomparsi per un breve periodo dalla moda occidentale, e recentemente ritornati. I kurta eleganti sono di solito realizzati su misura da sarti sud asiatici, che lavorano sui tessuti portati dai clienti.